# فیلیپه گومز
فیلیپه گومز (به پرتغالی: Filipe Gomes Ribeiro) هافبک اهل برزیل است که در شهر ریودو ژانیرو و در تاریخ ۲۸ مهٔ ۱۹۸۷ به دنیا آمده‌است.
فیلیپه گومز در تیم‌های فوتبال آ. اس. رم سابقهٔ حضور دارد.